# McIntosh, Minnesota
McIntosh är en ort i Polk County i Minnesota. Vid 2010 års folkräkning hade McIntosh 625 invånare.